# Комюніке
Комюніке́ (фр. communiqué, від лат. communico — повідомляю) — офіційне повідомлення про хід і наслідки переговорів між державними і громадськими діячами, делегаціями у міжнародних відносинах, а також про досягнуті угоди, рішення (урядові повідомлення) тощо, опубліковані в ЗМІ.
Деякі комюніке можуть передавати інформацію про ухвалені під час перемовин рішення, і, відповідно, можуть мати правові наслідки.
Розглядають також спільні комюніке, тобто комюніке, видане одночасно за спільною згодою усіх учасників переговорів.